# Grote moskee van Samarra

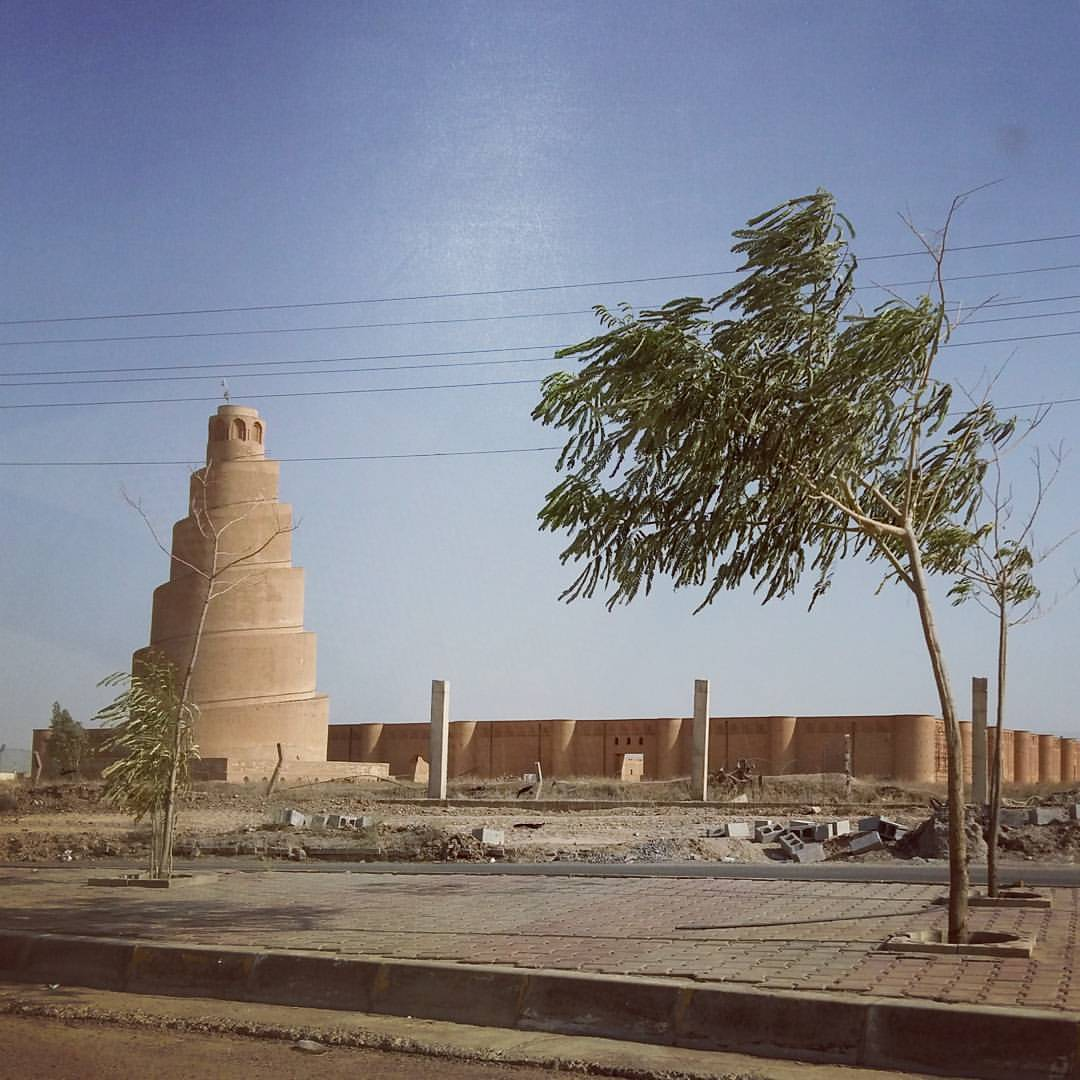
De minaret en de overblijfselen van de Grote moskee van Samarra

De Grote moskee van Samarra of de Grote moskee van al-Mutawakkil was een moskee in de Iraakse stad Samarra.

## Moskee
De moskee werd gebouwd door kalief Al-Mutawakkil van de Abbasiden die heerste van 847 tot 861. Bij zijn benoeming tot kalief begon hij met de bouw en de bouw was in 852 klaar. De afmetingen van het gebouw bedragen 239 x 156 m. Ten tijde van de bouw was de moskee de grootste moskee ter wereld. De lengte-breedteverhouding bedraagt daarmee 3:2 en dat komt overeen met andere moskeeën uit die tijd.  Om de moskee en Malwiya heen staat een muur met afmetingen van 444 m x 376 m. Het terrein heeft daarmee een totale oppervlak van zo'n 17 hectare. De moskee is grotendeels gebouwd uit baksteen, met enkele friezen van stucwerk.
De moskee werd in 1278 verwoest tijdens de invasie van Hulagu Khan. Alleen de buitenmuur en de minaret bleven bewaard.

### Malwiya
De minaret, de Malwiya, is kegelvormig en 52 m hoog. De basis is 33m in doorsnede. Een trap loopt spiraalvormig omhoog. De trap is zo gebouwd dat hij steiler gaat lopen naarmate hij hoger wordt, waardoor elke verdieping dezelfde hoogte heeft. Verhalen over de Malwiya zouden Pieter Bruegel de Oude geïnspireerd hebben voor zijn schilderij van de Toren van Babel. Op 1 april 2005 werd de top van de Malwiya beschadigd doordat Iraakse opstandelingen de Amerikaanse soldaten aanvielen die bovenin een uitkijkpost hadden.

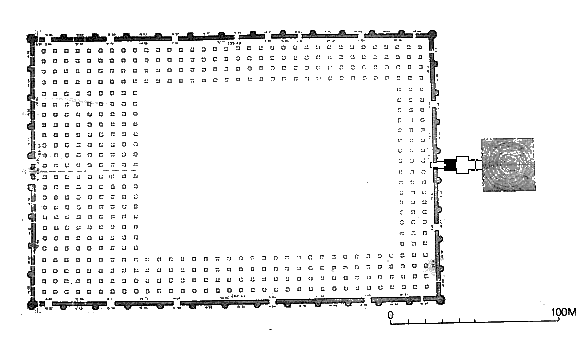
Plattegrond van de moskee met minaret
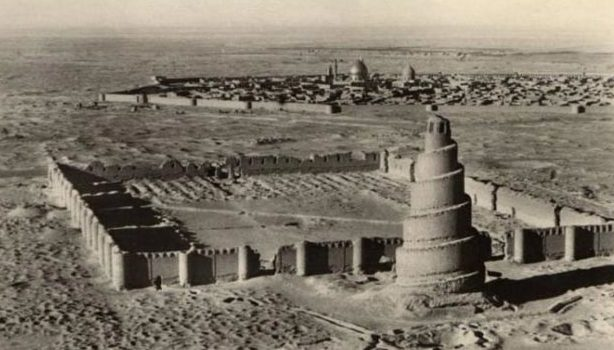
Overzicht van het complex
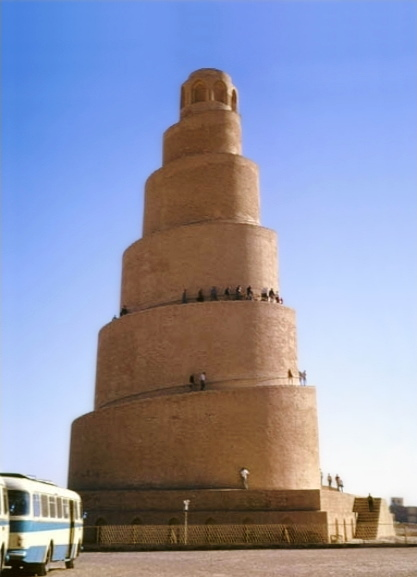
Malwiya